# Amantul doamnei Chatterley
Amantul doamnei Chatterley este un roman scris de D. H. Lawrence și publicat în 1928.
Cartea a devenit celebră pentru subiectul neconvențional: dragostea dintre un bărbat aparținând clasei muncitoare și o femeie aristocrată și mai ales datorită limbajului licențios utilizat pentru descrierea scenelor erotice și pentru care este considerată una dintre cele mai controversate cărți din istoria literaturii.

## Acțiunea
Romanul descrie relația adulteră dintre Constance (doamna Chatterley), al cărei soț, Clifford Chatterley, suferă de paralizie în urma unor răni de război, și paznicul de vânătoare Oliver Mellors. Tânăra burgheză, Constance, simțindu-se ferecată într-o căsnicie lipsită de sentimente se aruncă în tumultul unei aventuri, cu unul dintre slujitorii casei, Oliver. Această relație configurează lipsa de moralitate a societății cât și diferența dintre membrii unor pături sociale divergente. Romanul a fost respins de public din cauza aparentei imoralități rezultată din legătura amoroasă a celor doi.

## Ecranizare
Romanul a beneficiat de mai multe ecranizări, cele mai cunoscute fiind:
- 1955: „L'Amant de Lady Chatterley”, film francez regizat de Marc Allégret și având ca actori principali pe Danielle Darrieux, Erno Crisa și Leo Genn;
- 1981: „Lady Chatterley’s Lover”, regizat de Just Jaeckin și în care rolurile principale au fost deținute de Sylvia Kristel și Nicholas Clay.